# 玛丽亚·马利夫兰

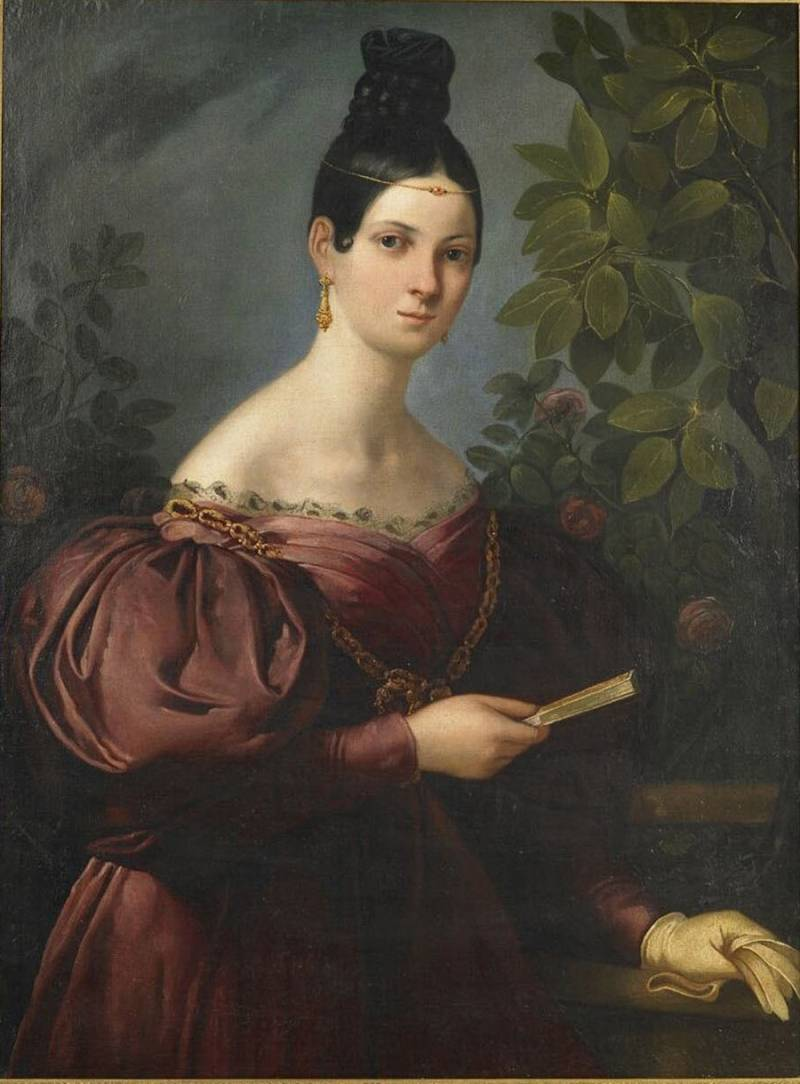
於1834年繪製的马利夫兰畫像

玛丽亚·费利西亚·马利夫兰（西班牙語：Maria Felicia Malibran，發音：[maˈɾia feˈliθja maˈliβɾan]；1808年3月24日—1836年9月23日），西班牙歌手，以演唱女低音和女高音部分知名，音域非常廣泛，是19世纪知名的歌劇演員之一。马利夫兰因為自身高度的戲劇張力與暴躁的個性聞名，當代評論家評論多談到她的音域、力量和舞台上的靈活性。马利夫兰在28岁时在英国曼彻斯特英年早逝，就此成為傳奇人物。

## 其他補充
後來的日本作家宮澤賢治有部作品名為马利夫兰与少女，本書講述一位普通的少女迷戀瑪麗布蘭的魅力並在一次巧合中與她談話，書中的马利夫兰即是指此人，但書中劇情皆為虛構。